# 瓦倫斯水道橋

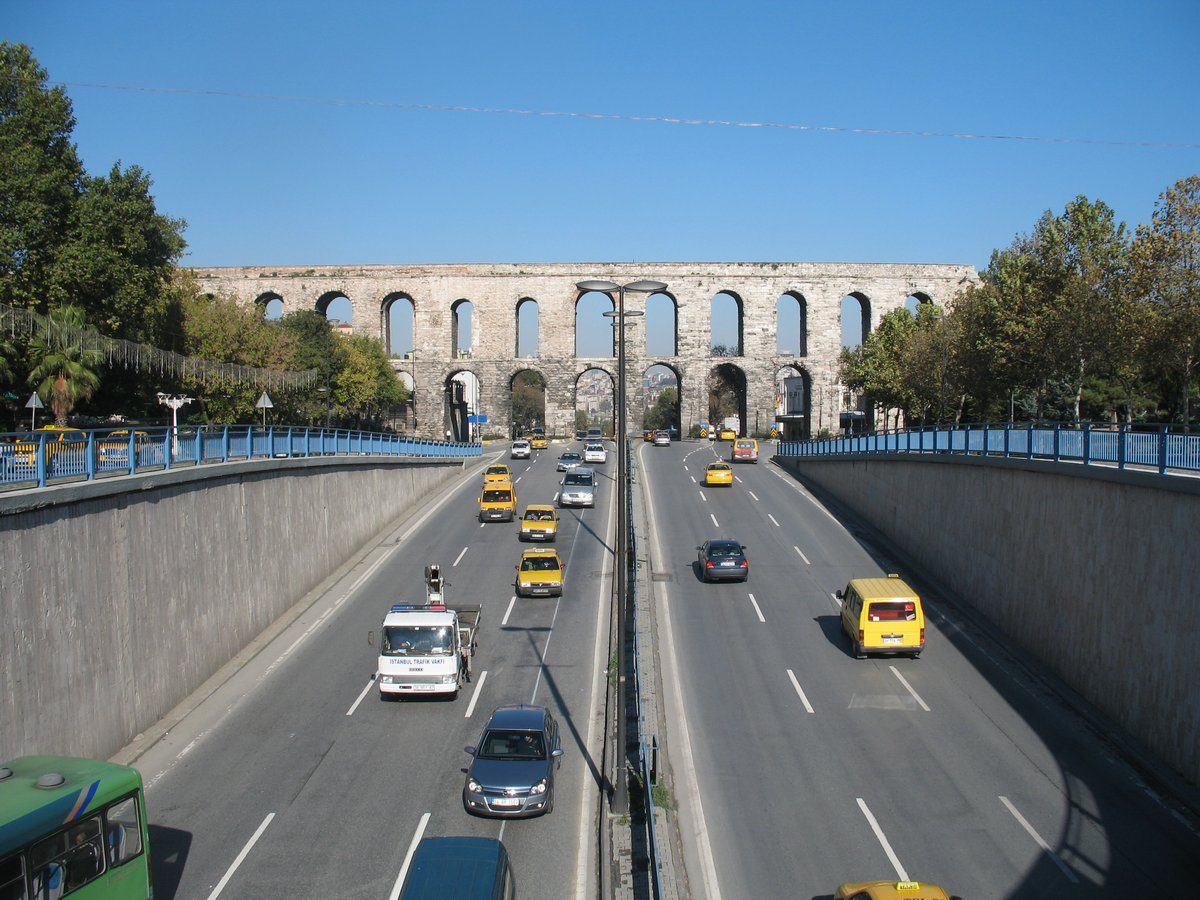
瓦倫斯水道橋

瓦倫斯水道橋（土耳其語：Bozdoğan Kemeri，羅馬化：Agōgós tou hýdatos）是一个罗马高架渠，拜占庭帝国首都君士坦丁堡（今土耳其伊斯坦布尔）的主要供水系统，由拜占庭皇帝瓦倫斯完成于公元4世纪后期，奥斯曼帝国数位苏丹加以修复，是该市最重要的地标之一。

## 位置
高架渠位于伊斯坦布尔的法提赫区，跨越今天伊斯坦布尔大学和法提赫清真寺所在的小山之间的山谷。保存下来的段落长921米，比原来的长度减少了大约50米。

## 历史
该市的供水系统始建于罗马帝国皇帝哈德良时期。君士坦丁大帝定都后，扩建城市，供水系统需要大力扩展，以满足迅速增长的人口的需要。